# スウェーデンサッカー選手権1897
スヴェンスカ・メスタシュコーペット・イ・フットボール 1897 は、第2回目のスウェーデンサッカー選手権である。オルグリーテISが2回目の優勝を決めた。

## 決勝
| オルグリーテIS | 1–0 | オルグリーテISの二軍 |
| -------------- | --- | -------------------- |
|                |     |                      |